# 橋田満
橋田 満（はしだ みつる、1952年9月15日 - ）は日本中央競馬会 (JRA) 栗東トレーニングセンターに所属していた元調教師。兵庫県宝塚市出身。
1985年より開業。「スズカ」の冠名で知られる永井啓弐、「アドマイヤ」の冠名で知られる近藤利一両所有馬の「主戦厩舎」として知られ、1998年の宝塚記念優勝馬サイレンススズカ、1999年の東京優駿（日本ダービー）優勝馬アドマイヤベガら数々のGI優勝馬を手掛けている。2012～2014年及び2016年～2021年に日本調教師会々長、2022年からは日本調教師会名誉会長。父は騎手・調教師であった橋田俊三。息子の橋田宜長は栗東・中竹和也厩舎所属の調教助手で2025年度の新規調教師免許試験に合格している。

## 来歴
1952年9月、当時の国営競馬・阪神競馬場所属の調教師、橋田俊三の長男として生まれる。俊三は前年に騎手としてタカクラヤマで天皇賞（春）を制し、当年2月に調教師として開業したばかりだった。俊三は満にも騎手になるよう勧めていたが、満は進学を希望し、宝塚高等学校を経て東海大学海洋学部に進み、魚類の研究に励んだ。卒業論文はフナとコイの戻し交配に関するものであった。
在学中の1972年に俊三が管理するタイテエムが天皇賞（春）に優勝。満はこれを「別世界の出来事」と感じていたものの、外から競馬を見続けた末に競馬社会に興味を抱くようになり、改めて騎手を志し大学卒業後に騎手候補生となる。厩舎で働きながら年に1カ月ほど騎手養成所の馬事公苑に通う「短期講習生」であったが、体重の増加もあり3年間で騎手になることはできず、俊三のもとで調教助手となった。
1978年11月、俊三が自転車との衝突事故に遭い死去。満は「橋田厩舎」の再興を期して調教師を目指し、1983年3月に3回目の受験で調教師免許を取得。当時管理馬房に空きがなかったため技術調教師（研修中の状態）として過ごし、翌1984年には競馬会の派遣研修生として高校の同窓生でもあった坪憲章と競馬先進国であるイギリス、アイルランドに赴き、同地の諸風物に強い感銘を受けた。後年、自身の調教が坂路主体であることを説明する際に、研修中にアイルランドで見た坂路調教の様子を語り、「向こうの馬は、最後の爆発力が違いますが、最後の瞬発力は坂路の調教をしないと出にくい」と述べている。
1985年3月、栗東トレーニングセンターに厩舎を開業。1987年にポットナポレオンが小倉3歳ステークスを制して重賞初勝利を挙げ、1990年にはパッシングショットがマイルチャンピオンシップを制し、GI競走初制覇を果たした。この日は俊三の十三回忌に当たる11月18日で、感想を求められた満は「日本人の浪花節的な考え方とか、演歌っぽい考え方は嫌い」とかわした。他方、ここまでに様々な実験的手法を試みながらも芳しい成績が挙がらなかったが、俊三の生前の信頼もあり馬主たちからの理解を得、方法論の確立に専念できたとも述べた。
繁殖牝馬ワキアの購買に際して親交を深めた稲原牧場を通じ、「スズカ」の冠名で知られる永井啓弐に引き合わされ、1998年にはワキアの仔・サイレンススズカで宝塚記念に優勝した。また、「アドマイヤ」の冠名で知られる大馬主・近藤利一とは満が調教師として、近藤が馬主として駆け出しの頃から親交があり、近藤は橋田厩舎を「主戦厩舎」と公言している。1998年にアドマイヤコジーンが朝日杯3歳ステークスを制して近藤所有馬としてGI初勝利を挙げた。この年、満は関西で最多の重賞10勝を挙げ、優秀調教師賞、関西競馬記者クラブ賞などを受賞した。1999年にはアドマイヤベガが日本ダービーに優勝、満もダービートレーナーの称号を得た。以後も満は数々のGI競走を制しているが、ディアドラ以外は永井・近藤両所有馬によるものである。
大学時代に魚の遺伝を研究していたこともあり血統への関心が強く、競馬界でも屈指の血統知識を持ち、独自の理論で馬の配合も行う。9代前の血統まで考慮に入れることもあるという。
公職では2012年2月から2014年2月、及び2016年3月から2022年2月まで日本調教師会会長を務めた。また永井およびグランド牧場代表の伊藤佳幸と岩手県遠野市の遠野馬の里で「遠野トレーニングセンター」を共同運営しており、管理馬の休養先として使用されているほか、満を代表者とする「H.u.G plat 遠野」がホースセラピー活動も行っている。
2023年2月28日をもって調教師を引退した。同年6月6日、農林水産省より農林水産大臣表彰を受賞した。
2024年4月29日付けで旭日小綬章を受章した。

## 成績
年度別成績
1. 数字は中央競馬成績、重賞勝利実績は地方競馬との交流競走を含む
2. 中央競馬成績の出典は日本中央競馬会公式サイト調教師名鑑「橋田満」より。地方競馬関連については個別に出典を添付

| 年     | 勝利 | 出走  | 勝率 | 主な管理馬（優勝競走） |
| ------ | ---- | ----- | ---- | --- |
| 1985年 | 2勝  | 65回  | .031 | |
| 1986年 | 5勝  | 130回 | .038 | |
| 1987年 | 12勝 | 136回 | .088 | ポットナポレオン（小倉3歳ステークス） |
| 1988年 | 12勝 | 134回 | .090 | |
| 1989年 | 8勝  | 150回 | .053 | |
| 1990年 | 20勝 | 191回 | .105 | パッシングショット（CBC賞、マイルチャンピオンシップ） |
| 1991年 | 17勝 | 224回 | .076 | |
| 1992年 | 21勝 | 200回 | .105 | |
| 1993年 | 17勝 | 194回 | .088 | マルチマックス（スプリングステークス） |
| 1994年 | 18勝 | 205回 | .088 | |
| 1995年 | 36勝 | 195回 | .185 | アドマイヤボサツ（開設記念、東京大賞典） |
| 1996年 | 29勝 | 208回 | .139 | アドマイヤボサツ（平安ステークス） |
| 1997年 | 25勝 | 195回 | .128 | ロイヤルスズカ（ダービー卿チャレンジトロフィー） |
| 1998年 | 33勝 | 194回 | .170 | サイレンススズカ（中山記念、小倉大賞典、金鯱賞、宝塚記念、毎日王冠） ゴーイングスズカ（目黒記念） ロイヤルスズカ（スワンステークス） アドマイヤコジーン（東京スポーツ杯3歳ステークス、朝日杯3歳ステークス） アドマイヤベガ（ラジオたんぱ杯3歳ステークス） |
| 1999年 | 19勝 | 161回 | .118 | アドマイヤベガ（東京優駿、京都新聞杯） |
| 2000年 | 25勝 | 192回 | .130 | アドマイヤボス（セントライト記念） ゴーイングスズカ（福島記念） |
| 2001年 | 22勝 | 195回 | .113 | アドマイヤカイザー（エプソムカップ） アドマイヤマックス（東京スポーツ杯2歳ステークス） |
| 2002年 | 21勝 | 205回 | .102 | アドマイヤコジーン（東京新聞杯、阪急杯、安田記念） トーワトレジャー（新潟記念） ミレニアムスズカ（阪神ジャンプステークス） |
| 2003年 | 22勝 | 171回 | .129 | スズカドリーム（京成杯） アドマイヤグルーヴ（ローズステークス、エリザベス女王杯） アドマイヤビッグ（東京スポーツ杯2歳ステークス） アドマイヤホープ（北海道2歳優駿、全日本2歳優駿）                                                                        |
| 2004年 | 18勝 | 192回 | .094 | アドマイヤグルーヴ（マーメイドステークス、エリザベス女王杯） スズカマンボ（朝日チャレンジカップ） アドマイヤマックス（富士ステークス） |
| 2005年 | 26勝 | 210回 | .124 | アドマイヤマックス（高松宮記念） スズカマンボ（天皇賞・春） アドマイヤグルーヴ（阪神牝馬ステークス） |
| 2006年 | 17勝 | 206回 | .083 | アドマイヤフジ（日経新春杯） アドマイヤメイン（毎日杯、青葉賞） |
| 2007年 | 19勝 | 215回 | .088 | スズカフェニックス（東京新聞杯、高松宮記念、阪神カップ） |
| 2008年 | 27勝 | 205回 | .132 | アドマイヤフジ（中山金杯） アドマイヤコマンド（青葉賞） |
| 2009年 | 29勝 | 206回 | .141 | アドマイヤフジ（中山金杯） スズカコーズウェイ（京王杯スプリングカップ） |
| 2010年 | 21勝 | 195回 | .108 | トーワベガ（阪神スプリングジャンプ） |
| 2011年 | 31勝 | 225回 | .138 | アドマイヤコスモス（福島記念） |
| 2012年 | 27勝 | 224回 | .121 | |
| 2013年 | 31勝 | 225回 | .138 | アドマイヤロイヤル（プロキオンステークス） |
| 2014年 | 16勝 | 218回 | .073 | |
| 2015年 | 14勝 | 210回 | .067 | アドマイヤデウス（日経新春杯、日経賞） |
| 2016年 | 9勝  | 214回 | .042 | |
| 2017年 | 23勝 | 195回 | .118 | ディアドラ（紫苑ステークス、秋華賞） |
| 2018年 | 20勝 | 198回 | .101 | ディアドラ（クイーンステークス、府中牝馬ステークス） サーストンコラルド（東京ジャンプステークス、東京ハイジャンプ） メドウラーク（七夕賞） スズカデヴィアス（新潟大賞典）                                                                                 |
| 2019年 | 15勝 | 190回 | .079 | ディアドラ（ナッソーステークス） メドウラーク（阪神ジャンプステークス) |
| 2020年 | 16勝 | 192回 | .083 | スズカプレスト（京都ハイジャンプ) |
| 2021年 | 7勝  | 184回 | .038 | |
| 2022年 | 12勝 | 175回 | .069 | |
| 2023年 | 2勝  | 47回  | .043 | |

|            | 日付           | 競馬場・開催  | 競走名       | 馬名               | 頭数 | 人気 | 着順 |
| ---------- | -------------- | ------------- | ------------ | ------------------ | ---- | ---- | ---- |
| 初出走     | 1985年3月16日  | 1回阪神7日1R  | 4歳未勝利    | トーワチャンス     | -    | -    | 7着  |
| 初勝利     | 1985年5月11日  | 1回福島7日5R  | 4歳上400万下 | アナベイル         | -    | -    | 1着  |
| 重賞初出走 | 1987年2月15日  | 2回京都6日11R | きさらぎ賞   | スズノライジン     | 8頭  | 8    | 2着  |
| 重賞初勝利 | 1987年9月6日   | 3回小倉8日10R | 小倉3歳S     | ポットナポレオン   | 16頭 | 3    | 1着  |
| GI初出走   | 1987年5月31日  | 3回東京4日10R | 東京優駿     | スズノライジン     | 24頭 | 23   | 21着 |
| GI初勝利   | 1990年11月18日 | 4回京都6日10R | マイルCS     | パッシングショット | 18頭 | 10   | 1着  |

### 受賞歴
- 優秀調教師賞（関西）2回（1995年、1998年）
- 関西競馬記者クラブ賞（1998年）
- 中京競馬記者クラブ賞（1998年）

## 主な管理馬
※括弧内は当該馬の優勝重賞競走、太字はGI級競走。
- ポットナポレオン（1987年小倉3歳ステークス）
- パッシングショット（1990年CBC賞、マイルチャンピオンシップ）
- マルチマックス（1993年スプリングステークス）
- アドマイヤボサツ（1996年平安ステークス）
- ロイヤルスズカ（1997年ダービー卿チャレンジトロフィー、1998年スワンステークス）
- サイレンススズカ（1998年中山記念、小倉大賞典、金鯱賞、宝塚記念、毎日王冠）
- ゴーイングスズカ（1998年目黒記念、2000年福島記念）
- アドマイヤコジーン（1998年東京スポーツ杯3歳ステークス、朝日杯3歳ステークス、2002年東京新聞杯、阪急杯、安田記念）
- アドマイヤベガ（1998年ラジオたんぱ杯3歳ステークス、1999年東京優駿、京都新聞杯）
- アドマイヤボス（2000年セントライト記念）
- アドマイヤカイザー（2001年エプソムカップ）
- アドマイヤマックス（2001年東京スポーツ杯2歳ステークス、2004年富士ステークス、2005年高松宮記念）
- トーワトレジャー（2002年新潟記念）
- ミレニアムスズカ（2002年阪神ジャンプステークス）
- スズカドリーム（2003年京成杯）
- アドマイヤグルーヴ（2003年ローズステークス、エリザベス女王杯、2004年マーメイドステークス、エリザベス女王杯、2005年阪神牝馬ステークス）
- アドマイヤビッグ（2003年東京スポーツ杯2歳ステークス）
- アドマイヤホープ（2003年北海道2歳優駿、全日本2歳優駿）
- スズカマンボ（2004年朝日チャレンジカップ、2005年天皇賞 (春)）
- アドマイヤフジ（2006年日経新春杯、2008年・2009年中山金杯）
- アドマイヤメイン（2006年毎日杯、青葉賞）
- スズカフェニックス（2007年東京新聞杯、高松宮記念、阪神カップ）
- アドマイヤコマンド（2008年青葉賞）
- スズカコーズウェイ（2009年京王杯スプリングカップ）
- トーワベガ（2010年阪神スプリングジャンプ）
- アドマイヤコスモス（2011年福島記念）
- アドマイヤロイヤル（2013年プロキオンステークス）
- アドマイヤサガス（2014年北海道スプリントカップ）
- アドマイヤデウス（2015年日経新春杯、日経賞）
- ディアドラ（2017年紫苑ステークス、秋華賞、2018年クイーンステークス、府中牝馬ステークス、2019年ナッソーステークス）
- スズカデヴィアス（2018年新潟大賞典）
- サーストンコラルド（2018年東京ジャンプステークス、東京ハイジャンプ）
- メドウラーク（2018年七夕賞、2019年阪神ジャンプステークス）
- スズカプレスト（2020年京都ハイジャンプ）

## 主な厩舎所属者
※太字は門下生。括弧内は厩舎所属期間と所属中の職分。
- 楠孝志（1989年-1993年 騎手、1993年-2023年 調教助手）
- 南井大志（2002年-2005年 騎手）
- 中内田充正（2007年4月 厩務員、5月-2011年 調教助手）現・調教師
- 児玉武大（不明-2023年 調教助手）